# Upogebia affinis
Espèce
Synonymes
- Gebia affinis Say, 1818[1]
- Upogebia (Upogebia) affinis (Say, 1818)[1]

Upogebia affinis est une espèce de crustacés décapodes. Ce sont des crevettes ravisseuses de la famille des Upogebiidae.

## Systématique
L'espèce Upogebia affinis a été décrite pour la première fois en 1818 par le naturaliste américain Thomas Say (1787-1834) sous le protonyme Gebia affinis,.

## Répartition
Upogebia affinis se rencontre dans l'Atlantique ouest en zones boréales et tropicales et à une profondeur maximale de 38 m.

## Publication originale
- (en) Thomas Say, « An account of the Crustacea of the United States », Journal of the Academy of Natural Sciences of Philadelphia, États-Unis, vol. 1, no 2,‎ mai 1818, p. 235-253 (ISSN 0885-3479, lire en ligne).